# سیلبیا ریبا گونسالس
سیلبیا ریبا گونسالس (اسپانیایی: Sílvia Riva González‎؛ زادهٔ ۱۸ مارس ۱۹۷۹ در آندورا لا ولا) سیاست‌مدار اهل آندورا است که از تاریخ ۲۲ مه ۲۰۱۹ در کابینه خاویر اسپوت زامورا سمت وزارت فرهنگ و ورزش آندورا را برعهده دارد.